# (40138) 1998 QF63
(40138) 1998 QF63 là một tiểu hành tinh vành đai chính. Nó được phát hiện qua chương trình tiểu hành tinh Beijing Schmidt CCD ở trạm Xinglong ở tỉnh Hồ Bắc, Trung Quốc ngày 30 tháng 8 năm 1998.